# Capitani Romani-klass
Capitani Romani-klassen var en klass av lätta kryssare som fungerade som flottiljledare för Regia Marina (italienska flottan). De byggdes för att vara snabbare och ha större eldkraft än de stora nya franska jagarna av Le Fantasque- och Mogador-klass. 12 individer beställdes i slutet av 1939, men endast fyra färdigställdes, och endast tre av dessa före det italienska vapenstilleståndet 1943. Fartygen fick namn efter framstående romare ("Capitani Romani" betyder "romerska kaptener").

## Design
Capitani Romani-klassen var ursprungligen planerad att användas som spaningskryssare ("esploratori oceanici"), även om vissa anser att de var tunga jagare. Efter kriget om klassificerades de två enheter som fortfarande var i tjänst till flottiljledare ("caccia conduttori").
Designen bestod i huvudsak av ett lätt skrov nästan utan pansar med ett kraftigt maskineri och en kryssarliknande bestyckning. Med tanke på deras maskinstyrka på 93 210 kW (125 000 hk), motsvarande den hos 17 000-tons kryssarna i Des Moines-klassen, var den önskade hastigheten över 41 knop (76 km/h). Under senare sjötester uppnådde de tre färdiga fartygen upp till 43 knop (80 km/h) under provturerna. Fartygen i Capitani Romani-klassen hade ett huvudbatteri bestående av åtta 13,5 cm allmålskanoner, med en eldhastighet på åtta skott per minut och en räckvidd på 19 500 meter. De hade också åtta 53,3 cm torpedtuber. Under mer realistiska förutsättningar sänktes den möjliga hastigheten med en till fem knop (1,9-9,3 km/h), beroende på källa.

## Tjänstgöring
Endast Scipione Africano och Attilio Regolo deltog i strid.
Scipione Africano upptäckte och angrep fyra brittiska Elco-motortorpedbåtar natten till den 17 juli 1943 på väg till Taranto, när hon passerade Messinasundet i hög fart utanför Punta Posso. Hon sänkte MTB 316 och skadade MTB 313 svårt mellan Reggio di Calabria och Pellaro.Hon lade ut fyra minfält i Tarantobukten och Squillacebukten från 4 till 17 augusti, tillsammans med den gamla lätta kryssaren Luigi Cadorna.
Attilio Regolo torpederades av ubåten HMS Unruffled den 7 november 1942 och låg i torrdocka i flera månader med en skadad för.

## Skepp i klassen
Fyra av fartygen skrotades innan de sjösattes. Fem av dem togs av tyskarna i september 1943, fortfarande under konstruktion. Alla fem sänktes i hamn, ett bärgades och färdigställdes. Tre var färdiga före den italienska vapenstilleståndet.
| Namn              | Namne                  | Varv                                    | Kölsträckt        | Sjösatt         | Färdigställd    | Öde |
| ----------------- | ---------------------- | --------------------------------------- | ----------------- | --------------- | --------------- | --- |
| Attilio Regolo    | Marcus Atilius Regulus | O.T.O., Livorno                         | 28 september 1939 | 28 augusti 1940 | 15 maj 1942     | Tagen i tjänst i augusti 1942 och använd som ett minfartyg tills hon blev torpederad i november. Tagen av Frankrike som krigsbyte 1948 och omdöpt till Châteaurenault.                        |
| Giulio Germanico  | Germanicus             | Navalmeccanica, Castellammare di Stabia | 3 april 1939      | 26 juli 1941    | 19 januari 1956 | Tagen av tyska styrkor när hon var under konstruktion, och sänkt av dem 28 september 1943. Bärgad och färdigställd efter kriget. Tagen i tjänst som San Marco och tagen ur tjänst först 1971. |
| Pompeo Magno      | Pompey the Great       | CNR, Ancona                             | 23 september 1939 | 24 augusti 1941 | 4 juni 1943     | Omdöpt till San Giorgio och använd som flotilljledare till 1963. Skrotad 1980. |
| Scipione Africano | Scipio Africanus       | O.T.O., Livorno                         | 28 september 1939 | 12 january 1941 | 23 april 1943   | Tagen av Frankrike som krigsbyte 1948. Först omdöpt till S7, och senare till Guichen. Skrotad 1979                                                                                            |

| Namn              | Namne                               | Varv                               | Kölsträckt        | Sjösatt          | Öde |
| ----------------- | ----------------------------------- | ---------------------------------- | ----------------- | ---------------- | --- |
| Caio Mario        | Gaius Marius                        | O.T.O., Livorno                    | 28 september 1939 | 17 augusti 1941  | Tagen av tyska styrkor i La Spezia med endast skrovet färdigt. Använt som flytande oljetank. Sänkt 1944 |
| Claudio Druso     | Nero Claudius Drusus                | Cantiere del Tirreno, Riva Trigoso | 27 september 1939 | i.u.             | Avbeställd i juni 1940, skrotad mellan 1941 och februari 1942                                           |
| Claudio Tiberio   | Kejsare Tiberius                    | O.T.O., Livorno                    | 28 september 1939 | i.u.             | Avbeställd i juni 1940, skrotad mellan november 1941 och februari 1942                                  |
| Cornelio Silla    | Lucius Cornelius Sulla              | Ansaldo, Genoa                     | 12 oktober 1939   | 28 juni 1941     | Tagen i ofärdigt tillstånd av tyska styrkor i Genua, senare sänkt i ett flyganfall i juli 1944          |
| Ottaviano Augusto | Kejsare Augustus                    | CNR, Ancona                        | 23 september 1939 | 28 april 1941    | Tagen i ofärdigt tillstånd av tyska styrkor i Ancona, sänkt under ett flyganfall 1 november 1943        |
| Paolo Emilio      | Lucius Aemilius Paullus Macedonicus | Ansaldo, Genoa                     | 12 oktober 1939   | i.u.             | Avbeställd i juni 1940, skrotad mellan oktober 1941 och februari 1942                                   |
| Ulpio Traiano     | Kejsare Trajan                      | CNR, Palermo                       | 28 september 1939 | 30 november 1942 | Sänkt 3 januari 1943 av en brittisk miniubåt i Palermo                                                  |
| Vipsanio Agrippa  | Marcus Vipsanius Agrippa            | Cantiere del Tirreno, Riva Trigoso | oktober 1939      | i.u.             | Avbeställd i juni 1940, skrotad mellan juli 1941 och augusti 1942                                       |

## Tjänstgöring i franska flottan efter kriget

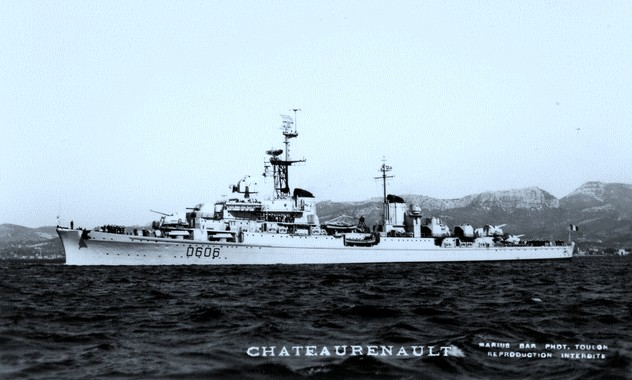
D606 Chateaurenault, före detta Attilio Regolo.

Attilio Regolo och Scipione Africano överfördes till Frankrike som krigsbyte. De döptes om till Chateaurenault respektive Guichen. Fartygen modifierades omfattande av den franska flottan vid La Seyne-varvet med en ny luftvärnsbestyckning och eldledningssystem 1951-1954. Fartygen togs ur bruk 1961.

## Efterkrigstjänst i italienska flottan

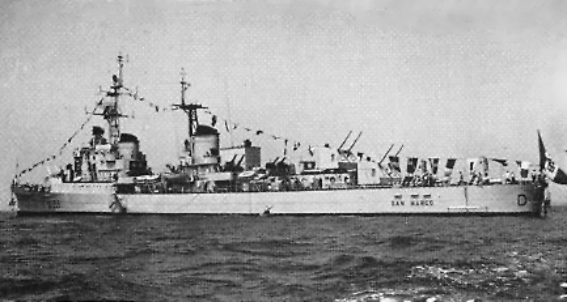
San Marco, före detta Giulio Germanico, 1959.

Giulio Germanico och Pompeo Magno tjänstgjorde i Marina Militare efter kriget och döptes om till San Marco (D 563) respektive San Giorgio (D 562) och omklassificerades till jagare. Båda fartygen byggdes om i stor omfattning 1951-1955 och utrustades med amerikanska vapen och radarsystem.
San Marco byggdes senare om till ett kadettutbildningsfartyg 1963-1965 då hon utrustades med ett nytt CODAG-maskineri. Nya 7,6 cm kanoner ersatte 40 mm kanonerna och 12,7 cm kanonen i "X" positionen. San Marco togs ur bruk 1971 och San Giorgio följde efter 1980.